# Route nationale 7 (Congo-Kinshasa)
Pour les articles homonymes, voir Route nationale 7.
La route nationale 7 (RN7) est une route nationale de la République démocratique du Congo parcourant 1 229 km. Elle relie la ville de Kisangani à la RN1 près de Kananga.

## Parcours
Les villes principales traversées par la RN7 sont, du Nord en Sud : Kisangani, Ikela,  Bena-Dibele, Lodja, Kananga.
La RN8 croise les routes nationales : RN1, RN3, RN4, RN8.